# هوارد هنري
هوارد هنري (بالإنجليزية: Howard Henry)‏ هو لاعب كرة قدم أمريكية أمريكي، ولد في 19 يونيو 1882 في فيلادلفيا في الولايات المتحدة، وتوفي في 12 فبراير 1919 في لندن في المملكة المتحدة.